# Лари (река)
Лари (фр. Lary) је река у Француској. Дуга је 54 km. Улива се у Ил. 